# Yuki Matsumoto
Yuki Matsumoto (松本 祐樹 Matsumoto Yuki?), född 22 januari 1989 i Saitama prefektur, är en japansk fotbollsspelare.
Matsumoto började sin karriär 2011 i SC Sagamihara. Efter SC Sagamihara spelade han för MIO Biwako Shiga och Maruyasu Okazaki.